# Hünkelshäuptchen
Hünkelshäuptchen ist eine Gehöftgruppe in Gersfeld im hessischen Landkreis Fulda.

## Geographische Lage
Hünkelshäuptchen liegt im Biosphärenreservat Rhön und im Naturpark Hessische Rhön. Es befindet sich etwa 2 km nördlich des Gersfelder Kernorts und 500 nordnordöstlich des Gersfelder Ortsteils Schachen (Schachen 65–73) auf etwa 630 m ü. NHN. Die Gehöfte sind nach dem Hünkelshäuptchen (655 m) benannt, das dem Eubeberg (ca. 820 m) südlich vorgelagert ist; unmittelbar am Südhang der Erhebung sind die Höfe und die umliegenden Häuser errichtet; jenseits des Eubebergs erhebt sich die Wasserkuppe (950 m).

## Geschichte
1830 zählte man in der Hofschaft vier Wohnhäuser, fünf Familien, 33 Seelen, davon 24 Protestanten und neun Katholiken. 1895 hatte Hünkelshäuptchen drei Häuser mit 21 Bewohnern. Heute gehört es zum Ortsteil Schachen, der etwa 300 Bewohner hat; es besteht vorwiegend aus Bauernhöfen und Gehöften mit angebauten Scheunen.
Am Hünkelshäuptchen lebte von 1775 bis 1851 der Orgelmacher Georg Limpert, der vermutlich Dreh- und Jahrmarktsorgeln herstellte. Anschließend werden die Orgelbauer Johann und Nikolaus Richter sowie Peter Limpert in Hükelshäuptchen als Orgelbauer genannt.
Das Naturschutzgebiet Eubeberg-Hünkelshäuptchen ist mit seinem Mischwaldbestand sowie mit Grünland, Feuchtflächen und Magerrasen als erhaltenswerte Kulturlandschaft in die Pflegezone B des Biosphärenreservats Rhön aufgenommen.